# WASP-20
WASP-20 även känd som CD-24 102, är en dubbelstjärna belägen i den södra delen av stjärnbilden Valfisken. Den har en kombinerad skenbar magnitud av ca 10,78 och kräver ett teleskop för att kunna observeras. Baserat på parallax Gaia Early Data Release 3 på ca 3,47 mas beräknas den befinna sig på ett avstånd av ca 940 ljusår (ca 290 parsec) från solen. Den rör sig bort från solen med en heliocentrisk radialhastighet av ca 1,3 km/s.

## Egenskaper
Primärstjärnan WASP-20 A är en gul till vit stjärna i huvudserien av spektralklass F9. Den har en massa av ca 0,18 solmassa, en radie av ca 0,22 solradie och har en effektiv temperatur av ca 5&nbs900 K. 

## Planetsystem
WASP-20b är en transiterande het Jupiter som upptäcktes 2014. Exoplaneten kretsar kring WASP-20 med en omloppsperiod av mindre än fem jorddagar i en mycket snäv (0,06 AE) cirkulär (nära noll excentricitet) bana. Banan lutar med 85,56 ± 0,22° i förhållande till himlens ekvatorialplan och ses således från kanten, vilket är nödvändigt för att en transitering ska kunna observeras.
| Planet | Massa           | Halv storaxel (AE) | Siderisk omloppstid (d) | Excentricitet | Inklination   | Radie            |
| ------ | --------------- | ------------------ | ----------------------- | ------------- | ------------- | ---------------- |
| b      | 0,311 ± 0,18 MJ | 0,05999 ± 0,00068  | 4,89963                 | <0,039        | 85,56 ± 0,22° | 1,462 ± 0,059 RJ |